# Daniel Amatriaín i Vila
Daniel Amatriaín i Vila   (Barcelona, 10 de setembre de 1966), més conegut com a Dani Amatriaín, és un ex-pilot de motociclisme català que competí internacionalment durant la dècada de 1980 i començaments de la de 1990. El seu millor resultat fou un podi al Campionat del Món de Superbike, en acabar tercer a la ronda d'Espanya el 1992. Aquell mateix any fou Campió d'Europa de Superbike. A banda, guanyà el Campionat d'Espanya de velocitat en categoria Superbike l'any 1990 i el de resistència dos anys seguits (1987 i 1988).
Un cop retirat de la competició passà a dedicar-se a la representació de pilots professionals, havent estat durant anys el mànager de Jorge Lorenzo, fins que el mallorquí en prescindí el 2008 per un seguit de desavinences entre tots dos.

## Trajectòria esportiva
Debutà en competició al Campionat del Món de Motociclisme de velocitat la temporada de 1987 a la categoria de 500cc, amb una Honda. L'any següent repetí categoria, i el 1989 provà sort a la de 250cc, repetint-hi el 1991 amb una Aprilia.
Simultàniament, competí al Mundial de Superbike entre els anys 1990 i 1993, havent estat el seu millor resultat global el vuitè lloc final obtingut la temporada de 1992 en aquesta darrera competició.

## Resultats al Mundial de motociclisme[9]
| Any   | Categoria | Moto    | Curses | Victòries | Podi | Pole | Fast lap | Punts | Posició |
| ----- | --------- | ------- | ------ | --------- | ---- | ---- | -------- | ----- | ------- |
| 1987  | 500cc     | Honda   | 7      | 0         | 0    | 0    | 0        | 0     | -       |
| 1988  | 500cc     | Honda   | 12     | 0         | 0    | 0    | 0        | 7     | 25è     |
| 1989  | 250cc     | Honda   | 14     | 0         | 0    | 0    | 0        | 14    | 26è     |
| 1991  | 250cc     | Aprilia | 1      | 0         | 0    | 0    | 0        | 0     | -       |
| Total |           |         | 34     | 0         | 0    | 0    | 0        | 21    |         |